# Paleoleishmania
Paleoleishmania es un género extinto de kinetoplástidos, un grupo monofilético protozoosflagelados parásitos unicelulares. Actualmente pertenece a la familia Trypanosomatidae. El género incluye dos especies, Paleoleishmania neotropicum y la especie de tipo Paleoleishmania proterus.
El género se conoce a partir de depósitos de ámbar birmano de edad Albiana, hallados en el norte deMyanmar, y depósitos de ámbar dominicano de edad Burdigaliense de la isla Hispaniola.

## Etimología
El nombre genérico Paleoleishmania deriva del griego paleo, que significa "viejo" y leishmania, que hace referencia al género moderno Leishmania, causante de la Leismaniasis. Todos los tripanosomas son heteroxenos (requieren un hospedador obligatorio para completar su ciclo de vida) o son transmitidos a través de alguna variación de un vector.

## Paleoleishmania proterus
El genus fue descripto en 2004 por George Poinar Jr. y Robert Poinar en la revista Protist a partir deamastigotes, promastigotes y paramastigotes preservados en sangre engullida por el díptero Palaeomyia burmitis preservado en ámbar birmano.  La especie fue nombrada como Paleoleishmania proterus y el genus fue erigido para los fósiles de trypanosomas digeneos.  P. proterus fue el primer kinetoplástido del registro de fósil en ser descrito .

## Paleoleishmania neotropicum

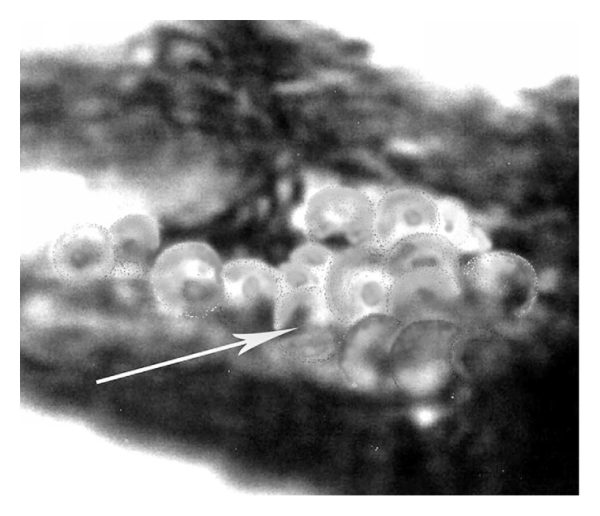
P. neotropicum amastigotes en probóscide de Lutzomyia adiketis

Paleoleishmania neotropicum se conoce sólo por el holotipo (número # P-3–5). Consiste en amastigotes y paramastigotes asociados con la especie hospedadora, una hembra relativamente completa de la especie de díptero Lutzomyia adiketis. Tanto el parásito, P. neotropicum como el hospedador, L. adiketis, están preservados en una pieza de ámbar pulido, de 18 por 12 milímetros y 2 milímetros de espesor.  El ámbar es parte de la Colección de Ámbar Poinar, albergada en la Universidad Estatal de Oregón  en Corvallis, Oregón, Estados Unidos de América. Poinar Publicó la descripción del ejemplar tipo en 2008, en la revista Parasites & Vectors. Durante la lucha de la mosca para huir de la resina pegajosa que la atrapaba, parte del tracto alimentario se rompió y algunos P. neotropicum se filtraton de allí al hemocele. P. neotropicum y L. adiketis vivieron en un ambiente  similar a un bosque lluvioso tropical.
La morfología del kinetoplast compacto, al núcleo, y el flagelo apuntando hacia atrás indican que la especie pertenece en el familia Trypanosomatidae. Los amastigotes preservados tienen entre  4 y 7 µm y su presencia en la mosca indica la naturaleza digenética de la especie. Que la especie sea digenética excluye a Blastocrithidia como posible genus para ubicar esta especie, mientras que Endotrypanum es específico de los perezosos los cuales no están presentes en Hispaniola antes del Cuaternario. El género Phytomonas es también excluido debido a que se lo encuentra exclusivamente en hemípteros.  El paramastigotes mide entre 6 y 10 µm, dentro del rango de las especies de Leishmania actuales. Hay varios orígenes posibles para el paramastigotes preservado en la probóscide. Probablemente se desarrollaron dentro de la probóscide de una comida más temprana de la mosca, aun así, deben haber sido "promastigotes infestantes" que ocurren naturalmente en las partes bucales de especies de Lutzomyia.  Aunque son actualmente colocados en el mismo género, el Dr. Poinar sugiere la posibilidad de que ambas especies hayan surgiedo interdependientemente una de la otra. Es posible que P. neotropicum sea el antepasado de uno o más clados neotropicales de Leishmania.